# Żurawłycha
Żurawłycha (ukr. Журавлиха) – wieś na Ukrainie, w obwodzie kijowskim, w rejonie białocerkiewskim.